# Simone Weil
 Ikke at forveksle med Simone Veil.
Simone Weil (født 3. februar 1909 i Paris, Frankrig, død 24. august 1943 i Ashford, Kent, England) var en spirituel fransk filosof, mystiker og politisk aktivist af jødisk afstamning.
Simone Weil's politiske tanker og spirituelle filosofi er komplekse og dybtgående, og hendes indflydelse kan stadig mærkes inden for forskellige områder af intellektuel, spirituel og religiøs tænkning. Hendes værker er fortsat genstand for studier og diskussioner i dag. Især i det 21. århundrede er der opstået en voksende interesse for hendes filosofi, og hendes værker bliver i stigende grad oversat, læst og diskuteret.

## Livshistorie
Simone Weil blev født den 3. februar 1909 i Paris, Frankrig. Hun var datter af veluddannede og kultiverede forældre. Hun viste tidlig interesse for filosofi og litteratur og studerede ved prestigefyldte institutioner som École Normale Supérieure og Sorbonne. Weil, der var søster til André Weil, blev som en af de første kvinder kandidat fra École normale supérieure i Paris. Hun læste bl.a. hos Émile Chartier.
Simone Weil engagerede sig tidligt i politisk aktivisme og støttede arbejderbevægelser og anarkistiske fagforeninger. Hun kæmpede for arbejdernes rettigheder og deltog i politiske demonstrationer og konflikter i 1930'erne og 1940'erne. I midten af 1930'erne engagerede hun sig herunder i anarko-syndikalistisk politik, mens hun arbejdede som fabriksarbejder.
Under den spanske borgerkrig rejste Simone Weil til Spanien for at støtte den republikanske side som sygeplejerske. Hendes erfaringer under borgerkrigen påvirkede hendes politiske og filosofiske synspunkter. Under 2. verdenskrig arbejdede hun fra 1942 i London for De Frie Franske
Weil efterlod sig en række vigtige filosofiske værker, hvor hun udforskede spørgsmål om lidelse, ondskab, moral og det guddommelige. Hendes tanker var dybtgående og tværfaglige, og hun udfordrede konventionelle ideer inden for filosofi og teologi.
Weil var også dybt religiøs og søgte en dybere forståelse af Gud og det guddommelige gennem kontemplation og bøn. Hun konverterede senere til kristendommen og udforskede kristen mystik.
Weil døde i 1943 af sult i en alder af 34 år. Hendes beslutning om at dele den knappe madration med folk under besættelsen af Frankrig førte til hendes egen underernæring og død. Hendes værker og tanker fortsatte med at have en betydelig indflydelse på filosofi, teologi og politisk tænkning i eftertiden.

## Politisk aktivisme
Simone Weils politiske aktivisme var præget af hendes dybe bekymring for sociale retfærdighed og arbejdernes rettigheder. Hun engagerede sig i flere politiske og sociale bevægelser i Frankrig og Spanien i 1930'erne og 1940'erne.
Weil støttede aktivt arbejderbevægelsen og kæmpede for at forbedre arbejdsforholdene og rettighederne for industriarbejdere. Hun arbejdede som fabriksarbejder i perioder for at forstå de forhold, arbejderne levede under.
Weil blev medlem af den anarkistiske fagforening CGT (Confédération Générale du Travail) og deltog i aktiviteter og demonstrationer for at fremme arbejdernes rettigheder. Hun var kritisk over for autoritære regimer og kæmpede for arbejderens selvstyre.
Weil rejste til Spanien under den spanske borgerkrig for at deltage i og støtte den republikanske side. Hun arbejdede som sygeplejerske og engagerede sig i humanitært arbejde under konflikten.
Weil kritiserede kapitalismen og dens sociale konsekvenser. Hun argumenterede for nødvendigheden af at reformere økonomiske systemer for at opnå større social retfærdighed og lighed.
Weil udviklede også en politisk filosofi, der udforskede spørgsmål om magt, retfærdighed og autoritet. Hendes tanker om politisk decentralisering og individets autonomi har haft indflydelse på politiske diskussioner.

## Spiritualitet
Simone Weil viste tidligt interesse for religiøse og filosofiske spørgsmål. Hendes forældre var agnostikere, men hun udforskede forskellige religiøse traditioner i sin ungdom og studerede filosofi og litteratur ved universitetet.
Weils politiske aktivisme og engagement i arbejderbevægelsen førte til en dybere forståelse af menneskelig lidelse og sociale uretfærdigheder. Dette spillede en rolle i hendes spirituelle søgen.
Weil praktiserede kontemplation og selvfornægtelse som en del af hendes spirituelle rejse. Hun forsøgte at nå en dybere forståelse af Gud og det guddommelige ved at tage afstand fra verdslige fornøjelser og fokusere på det åndelige.
Weil blev optaget af begrebet "det hellige" og dens tilstedeværelse i verden. Hun mente, at det hellige var en kilde til absolut sandhed og moral og søgte at opleve det i sit eget liv.
Weil blev tiltrukket af kristendommen og omvendte sig til kristendommen i sin voksne alder. Hun udforskede kristne mystiske tekster og praktiserede kristen spiritualitet.

## Filosofi
Simone Weil udviklede en unik filosofisk tilgang, der kombinerede elementer af eksistentiel filosofi, mystik og etik. Weils filosofi er dybt spirituel og intellektuel, og hun reflekterede over spørgsmål omkring lidelse, ondskab og den menneskelige natur. Hendes værker udforsker derfor hovedsageligt mennesket, samfundet og det guddommelige, og de fortsætter med at inspirere tænkere og forskere i dag. Hendes værker har således haft en betydelig indflydelse på forskellige områder som eksistentiel filosofi, social retfærdighed og religiøs mystik, og hendes tænkning har stadig stor indvirkning på filosofiske, teologiske og politiske diskussioner.

### Lidelse
Simone Weil betragtede lidelse som en grundlæggende del af den menneskelige tilstand. Hun argumenterede for, at det var vigtigt at forstå og engagere sig i lidelse, både ens egen og andres, som et middel til at udvikle medfølelse og forståelse.

### Ondskab og ondskabens rødder
Simone Weil udforskede årsagerne til ondskab i verden og forsøgte at forstå, hvorfor mennesker handlede ondt. Hun søgte at afdække de dybere rødder af ondskab og sociale uretfærdigheder.

### Politik og social retfærdighed
Simone Weil var politisk aktiv og kæmpede for arbejderbevægelsen og sociale reformer. Hun argumenterede for behovet for at skabe mere retfærdige samfund og udforskede politiske ideer som decentralisering og arbejdernes rettigheder.

### Spiritualitet
Simone Weil var også dybt religiøs og blev tiltrukket af kristendommen. Hun eksperimenterede med forskellige religiøse traditioner og udtrykte sin mystiske spiritualitet i sine skrifter. Hendes tanker om Gud og det guddommelige var centrale elementer i hendes filosofi.
Weil udviklede herunder en unik spirituel filosofi, der var dybt påvirket af hendes oplevelser, studier og hendes engagement i social retfærdighed. Weil havde dybtgående mystiske oplevelser og var dybt interesseret i religiøse traditioner, herunder kristendom og hinduisme. Hendes spirituelle filosofi afspejler ofte hendes møder med det guddommelige og hendes bestræbelser på at forstå det helliges natur.
Weil understregede vigtigheden af opmærksomhed som en spirituel praksis. Hun troede, at ægte opmærksomhed på det nuværende øjeblik, på andre og på verden kunne føre til en dybere forbindelse med det guddommelige. Hun understregede også værdien af løsrivelse fra materielle ejendele og ønsker som et middel til at opnå åndelig indsigt. Weil mente, at lidelser var kanaler, hvorigennem individer kunne komme i kontakt med det guddommelige. Hun så lidelse som et middel til renselse og transformation, der tillader sjælen at komme tættere på Gud.
Weils spiritualitet var tæt forbundet med hendes engagement i social retfærdighed. Hun mente, at sand spiritualitet skulle føre til handling på vegne af dem, der lider. Hendes skrifter behandler ofte politiske og etiske spørgsmål og understreger vigtigheden af medfølelse og solidaritet.
Weil betragtede personlig opofrelse som en vej til at forbinde sig med andre og det guddommelige. Hun praktiserede selvopofrelse og delte de materielle besværligheder, som mange oplevede under besættelsen af Frankrig under Anden Verdenskrig.

## Hovedværker
Disse værker udgør kun en del af Simone Weils omfattende skriftlige arbejde. Hendes tænkning er dybtgående og tværfaglig og har haft en betydelig indflydelse på filosofi, teologi og politisk tænkning. Hendes værker fortsætter med at blive studeret og diskuteret i dag.

### Personen og det hellige (1942)
Dette værk udforsker Simone Weils tanker om det guddommelige og hendes forståelse af mystik og religiøs erfaring. I bogen diskuterer hun begrebet "det hellige" og hvordan det manifesterer sig i forholdet mellem individet og Gud. Simone Weil udforsker også ideen om selvopofrelse og det at give afkald på egoet som en vej til at nærme sig det guddommelige.
Personen og det hellige er et dybt filosofisk værk, der udfordrer konventionelle forestillinger om religion og mystik. Det giver indblik i Simone Weils tankesæt og hendes egen søgen efter Gud. Bogen har haft indflydelse på teologiske diskussioner og undersøgelser af religiøs mystik.

### Attente de Dieu (1943)
Dette værk udforsker Simone Weils tanker om mystik, religiøs erfaring og hendes søgen efter Gud. Det er et af hendes mest indflydelsesrige værker og afspejler hendes dybe religiøse overvejelser.
I Attente de Dieu diskuterer Simone Weil spørgsmål som bøn, meditation, tro og tvivl. Hun reflekterer over sin egen religiøse søgen og hendes bestræbelser på at forstå Gud. Hun betragter den menneskelige længsel efter Gud og søger at beskrive den mystiske oplevelse af Gud, som nogle mystikere har beskrevet.
Simone Weil udtrykker også sine tanker om nødvendigheden af at praktisere "venten på Gud" og at åbne sindet og hjertet for det guddommelige. Hun udforsker ideen om, at Gud kan være nærværende i vores liv, hvis vi er åbne for denne nærværelse.
I værket diskuterer Simone Weil også sin forståelse af Guds kærlighed og menneskets rolle i forholdet til Gud. Attente de Dieu er en betydningsfuld kilde til hendes tanker om tro, mystik og det religiøse liv og har haft indflydelse på diskussioner inden for teologi og mystik.

### La Pesanteur et la Grâce (1947)
Dette værk udforsker spørgsmål om lidelse, ondskab og menneskelig natur. Simone Weil udfordrer konventionelle ideer om magt og underkastelse og søger at forstå, hvordan de påvirker menneskets eksistens.
I "La Pesanteur et la Grâce" argumenterer Simone Weil for, at lidelse er en fundamental del af den menneskelige eksistens. Hun udforsker, hvordan mennesker ofte søger mening i lidelse og søger at forstå, hvordan lidelse kan være en vej til at forbinde sig med det guddommelige.
Weil diskuterer også begrebet "onde" (evil) og undersøger dets rødder og manifestationer i verden. Hun udfordrer konventionelle opfattelser af ondskab og søger en dybere forståelse af, hvorfor det eksisterer.
En anden central del af bogen er hendes refleksioner omkring begrebet "skønhed." Simone Weil udforsker, hvordan skønhed kan fungere som en kilde til åndelig oplevelse og som en vej til at nærme sig Gud.

### Rodfæstelsen (1949)
I hovedværket L'Enracinement (dansk: Rodfæstelsen), der udkom posthumt i 1949, argumenterer hun for at tidens største problem er rodløshed, hvilket skyldes falske idealer – idealer, som materialismen har påtvunget menneskene. Weil pointerer desuden, at forpligtelser er det eneste bindende for mennesker.
I L'Enracinement argumenterer Simone Weil for vigtigheden af at finde dybe rødder i samfundet og kulturen for at skabe en meningsfuld og bæredygtig tilværelse. Hun diskuterer spørgsmål som retfærdighed, pligt, ansvar og samfundets organisation. Bogen udforsker også hendes tanker om politisk struktur, hvor hun forfægter en form for decentraliseret politisk system, der giver magt til det enkelte individ og det lokale samfund.
Sammenfattende handler L'Enracinement om at finde grundlaget for en sund og meningsfuld tilværelse i samfundet og kulturen ved at forankre sig i værdier, etik og dybere forståelse af det menneskelige samfund. Simone Weils tanker i denne bog har haft en betydelig indflydelse på politiske og filosofiske diskussioner om samfundets natur og menneskets rolle i det.

## Værker oversat til dansk
- Brev til en gejstlig, overs. Elsebeth Juncker, Hasselbalch 1953; sen. Sankt Ansgar 1974; sen. Visdomsbøgerne 1974
- Den store forventning, overs. Elsebeth Juncker, Frimodt 1958
- Det som er helligt, overs. Vilh. Lassen Jordan, Hasselbalch 1959
- Rodfæstelsen, overs. Elsebeth Juncker, Frimodt 1960. Revideret udgave ved Stine Zink Kaasgaard, Mindspace 2023.
- Note om afskaffelsen af de politiske partier, overs. Louise Bundgaard, Aleatorik 2019
- Personen og det hellige, overs. Louise Bundgaard, Aleatorik 2019
- Iliaden eller strykens digt , overs. Andreas Vermehren Holm, Virkelig 2019
- Om læsning, overs. Louise Bundgaard, Aleatorik 2020